# Comuna Rahova, Vrața
Rahova (în bulgară Оряхово, transliterat: Oreahovo) este o comună în regiunea Vrața, Bulgaria, formată din orașul Rahova și satele Dolni Vadin, Galovo, Gorni Vadin, Leskoveț, Ostrov și Selanovți.

## Demografie
Componența etnică a comunei Oreahovo
     Romi (4,4%)
     Bulgari (75,56%)
     Nicio identificare (19%)
     Altele (1,44%)
La recensământul din 2011, populația comunei Rahova era de 11.522 locuitori. Din punct de vedere etnic, majoritatea locuitorilor (75,56%) erau bulgari, cu o minoritate de romi (4,4%). Pentru 19,0% din locuitori nu este cunoscută apartenența etnică.